# Kybergrooming
Kybergrooming (anglicky cyber grooming) je variantou sexuálního zneužívání, při kterém sexuální agresor navazuje kontakty s obětí pod smyšlenou identitou na sociálních sítích za účelem jejího následného vylákání na místo skutečného setkání, kde dochází nejčastěji ke znásilnění, pohlavnímu zneužití nebo nucení k výrobě pornografie. Kybergroomeři cílí nejčastěji na dětské oběti, které jsou zranitelnější, mohou jimi však být i dospělé oběti (zejména ženy). Součástí kybergroomingu může být také kyberšikana.
Anglické slovo grooming obecně označuje u sociálních zvířat, včetně člověka, péči o jiné jedince, viz článek Sociální grooming.
Nejznámější případ v ČR představuje zneužití 21 chlapců deviantem a groomerem Pavlem Hovorkou, za které byl v roce 2009 odsouzen k 6,5 rokům vězení. O tématu kybergroomingu pojednává český dokumentární film V síti.

## Přípravné fáze kybergroomingu
Nejprve si agresoři vybírají oběť. Při výběru své oběti využívají kybergroomeři informace, které potenciální oběť sama na sociálních sítích sdílí. Dle těchto informací následně upravují svůj kybernetický profil, aby tím mohli nalákat svou oběť. Kontakt agresor poté navazuje prostřednictvím komunikačních platforem na sociálních sítích nebo použije programy typu instant messaging (ICQ, Skype, WhatsApp). Dále agresor vytváří důvěru a snaží se o izolaci oběti. Mezitím se pokouší postupně snížit citlivost k sexuálním tématům tím, že se k tomu postupně přesměruje hovor, posílá oběti své intimní fotografie či videa nebo se snaží přesvědčit oběť, aby mu obdobné materiály poslala. Po navázání důvěrného vztahu, kybergroomer může vyzvat svou oběť ke skutečnému setkání za účelem znásilnění, pohlavního zneužití nebo výrobě pornografie. 

## Typické oběti
K osobám s vysokou viktimností patří:
- děti ve věku od 11 do 17 let,
- zejména ženského pohlaví,
- osamělé, strádající nedostatkem lásky a pozornosti, trávící mnoho volného času v on-line komunikačních prostředích,
- s nedostatkem kritického myšlení, neznalé, nepoučené nebo nevěnující pozornost varování před riziky příliš otevřené internetové komunikace
- se sníženou sebeúctou a s nedostatkem sebedůvěry, zvýšeně sugestibilní a otevřené manipulaci,
- projevující znaky závislostního chování

Oběť se postupem času stává na kybergroomerovi emocionálně závislou, tráví s ním v kyberprostoru stále více času, přičemž se více a více izoluje od vrstevníků a rodiny.

## Výhody kyberprostoru pro kybergrooming
- Anonymita agresorů – V kyberprostoru si mohou mimo jméno, příjmení a bydliště, změnit i podobu, pohlaví a sexuální orientaci.
- Skrytí nedostatků agresora – Ve skutečném životě by agresor u oběti nemusel pochodit. Nenavázal by s obětí tak snadno komunikaci. A sama oběť by se nerozhodla být s agresorem o samotě.
- Neomezený výběr obětí – V reálném světě musí predátor svou oběť pečlivě vybírat, podnikat nejrůznější opatření či stát se např. oddílovým vedoucím, učitelem nebo trenérem. Pokusy o zneužití jsou však ve skutečném světě omezené, neboť hrozí v případě neúspěchu k okamžitému odhalení a nemožnosti se účinně skrýt.
- Neomezené množství obětí – Někteří kybergroomeři již rezignují na přípravnou fázi kybergroomingu a rovnou oběti kontaktují s požadavky o sexuální chování či materiály. Predátorům napomáhá, že v současné chvíli je mezi mladými v kyberprostoru daleko sexuálně otevřenější komunikace, než ve světě reálném, včetně sextingu. Důvodem může být přístupnost pornografie v relativně brzkém věku a zkracování délky sexuálně naivního dětství. Současná mládež je seznamována díky kyberprostoru se sexuální stránkou života v čím dál útlejším věku, aniž by psychicky dospívala dříve.
- Nízké náklady – Kybergroomerovi postačí vlastnit zařízení připojitelné k internetu s mikrofonem a případně s videokamerou. Obdobné zařízení pak musí mít oběť, což se stává čím dál běžnější. Rodiče často vybavují své děti chytrým telefonem již v první nebo druhé třídě.
- Absence schopných strážců – V reálném světě tuto úlohu může plnit velké množství aktérů, které se s dítětem nacházejí v době útoku. V kyberprostoru jsou jimi pouze rodiče, poskytovatelé služby a orgány policie. Nejsou však příliš efektivní. Rodiče, kteří jsou z povahy věci nejschopnějšími strážci, mnohdy selhávají. Současní rodiče nevyrůstali v prostředí informační společnosti, takže by se měli o rizicích využívání kyberprostoru učit stejně jako jejich děti. Kroky, které provádějí poskytovatelé služby k ochraně potenciálních obětí jako např. restriktivní opatření v podobě ověřování věku, se taktéž jeví jako nevýznamné, neboť uživatelé svůj věk falšují. Orgány policie z kapacitních důvodů tuto roli vykonávat nemohou a jsou aktivní až ve vyšetřování trestní činnosti.[3]

## Přesun života do kyberprostoru jako determinanta kybergroomingu
Přesun běžných aktivit člověka do kyberprostoru je proces, jenž je nezvratný a čím dál zrychlující. Pandemie koronaviru v posledních letech tento proces zrychlila. Kyberprostor díky tomuto procesu již není jen místo vedle skutečného světa, nýbrž je již místem našeho reálného světa.
Rodiče mohou často svým dětem ukazovat, že je zcela normální trávit svůj čas v kyberprostoru, i když by se nabízela komunikace tváří v tář. Dětem se tak vytváří norma, že svůj volný čas netrávíme osobní komunikací nebo čtením knih, ale na sociálních sítích, čtením internetových zpráv, přehráváním videí apod.

## Trestněprávní postih kybergoomingu
Předmětný trestný čin je upraven v ustanovení § 193b trestního zákoníku. Právnická nebo fyzická osoba, která dítěti mladšímu patnácti let, tedy dítěti, které není schopno dát zodpovědný souhlas k pohlavnímu styku, navrhne setkání s cílem spáchat na něm trestný čin pohlavního zneužití, výroby a jiného nakládání s dětskou pornografií, zneužití dítěte k výrobě pornografie a svádění k pohlavnímu styku, popř. jiný trestný čin se sexuální pohnutkou (může jít např. o trestný čin obchodování s lidmi či trestný čin sexuálního nátlaku) naplní objektivní stránku trestného činu navazování nedovolených kontaktů s dítětem.
Problémem je, že pokud k setkání ve skutečném světě nedojde nebo toto setkání navrhne sama oběť, není to podle současného znění výše uvedeného zákona trestné. V rámci předchozího jednání v kyberprostoru může však být kybergrooming trestný buď jako čin výroby a jiného nakládání s dětskou pornografií podle  § 192 odst. I, popř odst. 2 trestního zákoníku, v závislosti na okolnostech jako trestný čin zneužití dítěte k výrobě pornografie dle § 193 odst. I  trestního zákoníku v případech, kdy vyláká od dětské oběti její fotky či video se sebeobnažováním nebo masturbací, nebo jako trestný čin sexuálního nátlaku podle § 186 odst. I nebo 2, odst. 3 trestního zákoníku, a to podle toho, zda k sebeobnažování nebo sebeukájení kybergroomer přiměje svou oběť pohrůžkou těžké újmy nebo zneužívaje citové závislosti oběti na něm.

## Nástroje prevence kybergroomingu
Skutečnost trestněprávní postižitelnosti odradí jen mizivou část potenciálních sexuálních agresorů. Preventivně však mohou do značné míry zasáhnout rodiče. Technické prostředky a opatření představovaná nástroji rodičovské kontroly, zejména software aplikacemi, umožňují rodičům restriktivně omezit přístup k internetu a některým jeho službám. Tyto prostředky jsou však omezené, neboť je lze lehce obejít. Jako vhodným nástrojem se proto jeví kontrolní mechanismy a antigroomingové politiky poskytovatelů služeb sociálních sítí. Žádný z těchto mechanismů ale nemůže zachytit poskytování údajů, jež samy o sobě nejsou závadné a závadnost vznikne až kontextem. Kybergrooming tak může být omezen jedině efektivní osvětou související se zvyšováním informační gramotnosti.